# Pfarrkirche Sattledt

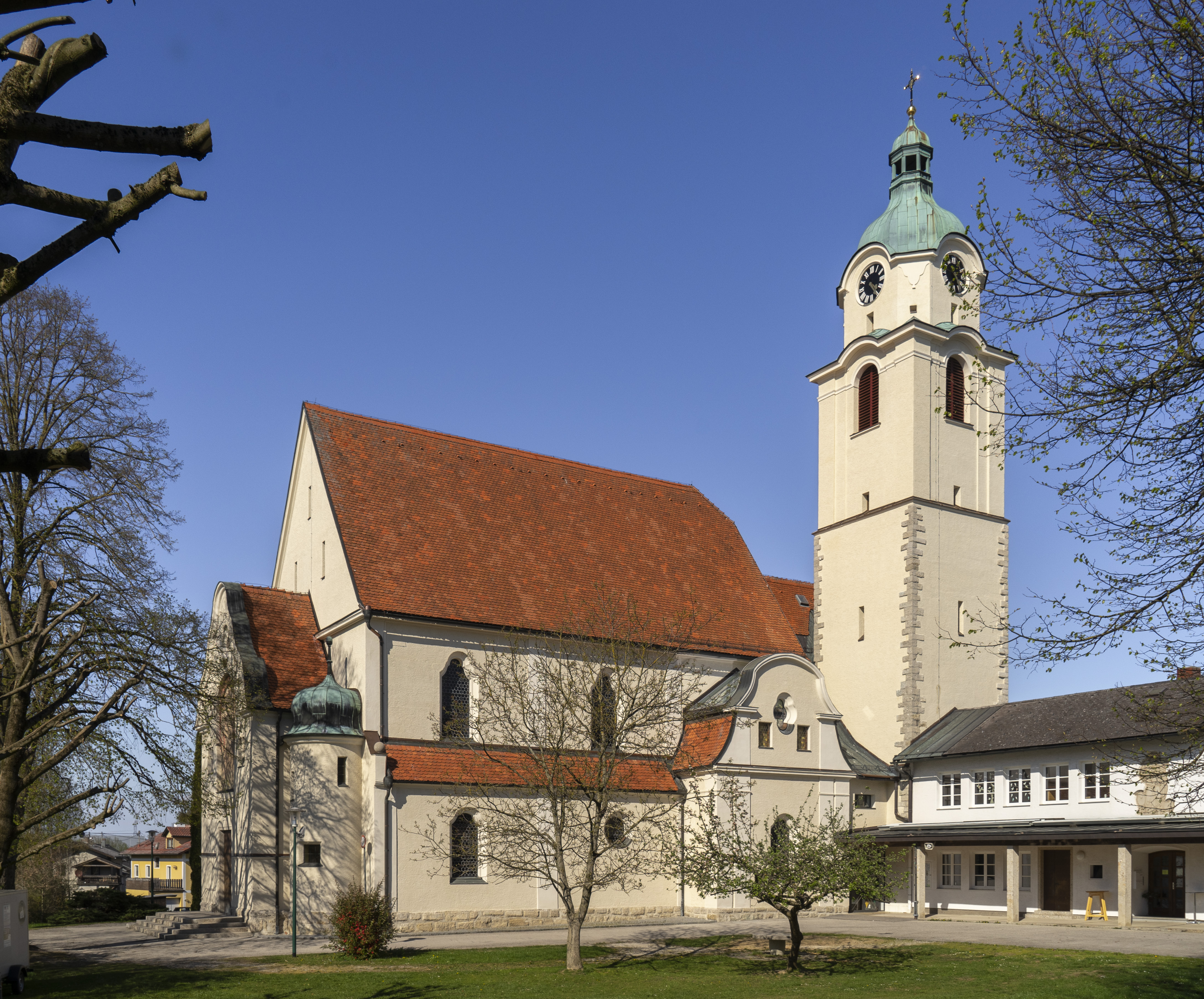
Pfarrkirche hl. Stephanus von Südwesten

Die Kirche Hl. Stephanus in Sattledt, Oberösterreich, ist eine römisch-katholische Pfarrkirche. Sie gehört zum Dekanat Kremsmünster.

## Geschichte
Von Franz Stein (Schulleiter in Harhagen und Sattledt von 1880 bis 1919) kam der Anstoß, in dem durch den Eisenbahnbau neu entstandenen Ort auch eine Kirche zu bauen. 1909 wurde dafür ein Kirchenbauverein gegründet, um Geld zu sammeln. 1912 wurde am geplanten Bauplatz ein Kreuz errichtet und 1914 wollte man mit dem Bau beginnen, doch der Erste Weltkrieg und die folgende Währungskrise mit Hyperinflation machten die Pläne zunichte. Am 26. April 1926 erfolgte der Spatenstich für die katholische Sattledter Kirche. Wegen der wirtschaftlich schwierigen Zeit wurde beschlossen, alles gesammelte Geld sofort zu verbauen und zwischen den Bauphasen Pausen einzulegen. Am 3. Mai 1931 konnte das Gotteshaus geweiht und seinen Diensten übergeben werden. Der noch unfertige Kirchturm (Stummelturm) war in den folgenden Jahren das Wahrzeichen des Ortes. Der Turm konnte am 27. Juni 1937 fertiggestellt werden, und am 3. September 1939 wurden die Glocken geweiht.
Eine Kuriosität während der Kriegsjahre 1941–45 war der „Turmpfarrer“. Da noch kein Pfarrhof existierte und das Stift Kremsmünster von der Gestapo beschlagnahmt war, musste der für Sattledt zuständige Priester in einem Zimmer im Kirchturm wohnen. Den Haushalt des Pfarrers besorgte die daneben wohnende Familie des Schmiedemeisters Maxwald.
Im Jahr 1948 wurde schließlich auch ein Pfarrhof gebaut, welcher noch rechtzeitig zur Pfarrerhebung 1950 fertig wurde. 1971 und 2000 wurde die Pfarrkirche größeren Renovierungen unterzogen.
Die Pfarre hat seit September 2007 keinen ständig im Ort wohnenden Priester mehr. Pfarrer von Sattledt ist Pater Arno Jungreithmair, der gemeinsam mit Vikar Pater Siegfried Eder die Pfarren Kremsmünster und Sattledt betreut.

## Nachweise
- Die Pfarrkirche von Sattledt, Pfarre Sattledt
- Pfarrkirche Hl. Stefanus, Eintrag in Kulturnetz Wels Land

Koordinaten: 48° 4′ 21,9″ N, 14° 3′ 23,5″ O